# Convento Agustino de Extramuros (Madrigal de las Altas Torres)
El convento Agustino de Extramuros, está situado en la localidad española de Madrigal de las Altas Torres en la provincia de Ávila (Castilla y León). Se trata de una edificación de estilo escurialense construida en varias fases entre los siglos XIV y XVI.

## Historia
En 1335, María Díez fundó el beaterio «extramuros» según privilegio de Alfonso XI. En 1438 se convierte en el convento de agustinas de «Santa María de Gracia». Un siglo más tarde, en 1525 las agustinas se trasladan a un solar «intramuros» y ceden el solar a los frailes de la misma orden que se instalan allí en 1528.
Entre 1578 y 1589, Gaspar de Quiroga, arzobispo de Toledo y cardenal, comienza a levantar un amplio y nuevo convento en estilo herreriano con perdidas trazas que podrían ser de Nicolás de Vergara el Mozo.
Fue Casa Capitular de la provincia de Castilla, con cátedras de Cánones, Filosofía, Humanidades, Leyes y Teología. Allí murió en el verano de 1591 Fray Luis de León y aún se conoce como su celda un departamento sobre el costado izquierdo del presbiterio de la iglesia.
Tras la desamortización, se vendió en subasta en 1844 y comienza su decadencia y abandono, siendo en la actualidad de propiedad particular. Ha venido utilizándose como silo de grano.

## Conservación
De lo que fuera el convento apenas se conservan restos de la estructura horizontal original y los muros se yerguen solitarios. El cuerpo de entrada, se configura como una crujía simple sin divisiones, en el muro este, la fachada en fábrica de ladrillo sobre un zócalo de granito, contiene la portada compuesta por tres arcos de piedra con escudo cardenalicio. Sobre esta, se conservan restos de la segunda planta, de ladrillo.
El magnífico claustro fue llamado por sus dimensiones y estilo «El Escorial de Castilla», limita por el lado este con el cuerpo de entrada, por el sur con la iglesia, y por el norte y oeste con lienzos exentos de muro. La fachada del claustro es de sillería de granito de dos plantas, la iglesia es una construcción de ladrillo con nave central de 10 metros, ocho capillas, crucero, presbiterio corto y dos sacristías. La portada es de tres cuerpos, el central enmarcado por lo que debieran ser dos torres, con arco de medio punto y presidido por la estatua de San Agustín y el escudo de la orden.
En el extremo norte, se conservan restos del torreón de tres cuerpos que remataba la monumental fachada. Del resto de las dependencias, solo quedan sus huellas en los derrumbes y restos de cimientos.
El expediente para la declaración del convento como Bien de Interés Cultural fue incoado el 9 de diciembre de 2003. Adquirió finalmente el estatus de Bien de Interés Cultural el 22 de febrero de 2007. De propiedad particular, el monumento corre el riesgo de ruina total por abandono, por lo que fue incluido en la Lista Roja de Patrimonio de la asociación Hispania Nostra.